# Bunkerung

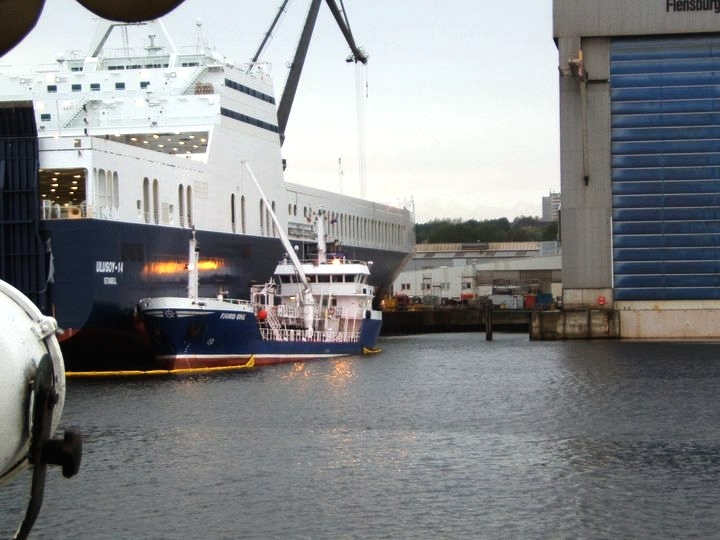
Türkischer Neubau Ulusoy-14 bunkert Schweröl – Flensburger Schiffbau-Gesellschaft – 2012

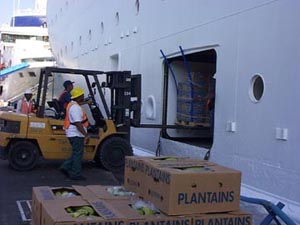
Bunkern: Einladen von Gütern auf Kreuzfahrtschiff der Royal Caribbean Cruise Line in Charlotte Amalie, USVI

Als Bunkerung wird in der Schifffahrt die Übernahme von Brennstoffen (beispielsweise Kohle, Schweröl oder Flüssigerdgas) für den Schiffsantrieb und die Einlagerung von Ladung für den Eigenbedarf des Schiffes bezeichnet.
Der für die Lagerung beanspruchte Platz für diese Brennstoffe wird Bunker genannt, daher der Begriff Bunkerung im Sinne von einlagern. Die Kohlebunker auf Schiffen lagen zum Teil in gleicher Höhe, zum Teil auch höher als die Kesselräume, damit die nachrutschende Kohle leichter zu entnehmen war.
Da die zumeist für den Schiffsantrieb mit Verbrennungsmotoren benutzten Schweröle (auch Bunkeröle genannt) bei normaler Umgebungstemperatur eine schnittfeste Konsistenz haben, werden sie zum Bunkern erhitzt und in einem oder mehreren Bunkern im Schiff gelagert. Im oberen Bild am Bunkerboot gut zu erkennen sind die gelben Schwimmschläuche als Ölsperre.
Umgangssprachlich bezeichnet man mit Bunkern auch die bewusste Hortung von Verbrauchs- oder Gebrauchsgütern über einen unbestimmten Zeitraum aufgrund einer befürchteten baldigen Verknappung.